# Thorsten Schmidt
Thorsten Schmidt (Bonn, 14 de octubre de 1978) es un deportista alemán que compitió en remo. Ganó una medalla de plata en el Campeonato Mundial de Remo de 1999, en la prueba de cuatro scull ligero.

## Palmarés internacional
| Campeonato Mundial | Campeonato Mundial      | Campeonato Mundial | Campeonato Mundial  |
| Año                | Lugar                   | Medalla            | Prueba              |
| ------------------ | ----------------------- | ------------------ | ------------------- |
| 1999               | St. Catharines (Canadá) | Medalla de plata   | Cuatro scull ligero |